# 下村結香
下村 結香（しもむら ゆか、1989年8月2日 - ）は日本の女優、画家（イラストレーター）、及びナレーター。
福岡県出身。

## 人物・来歴
福岡県生まれ。身長163センチ、血液型はO型。
長らく福岡県を基盤に活躍してきたが、2019年に活動場所を東京に移す。その際に福岡の地元の芸能事務所を退所し、フリーとなる。
俳優業やナレーター業と並行して画家としても活動しており、2021年5月に初めて東京で個展を開催。
特技
絵、料理、三線。

## 第72回カンヌ国際映画祭
長崎県諫早市出身で株式会社エフスタジオの谷川健監督の第72回カンヌ国際映画祭での上映作品「勝利の選択」(The 48 Hour Film Project Osaka Best Film 1st Place)に出演し、2019年のカンヌ映画祭に谷川監督ら出演者スタッフとカンヌを訪れる。

## 主な出演作

### 舞台
- 竹取物語（2013年9月）
- 川上音二郎・貞奴物語（2013年12月博多座公演）
- 血の家（2014年4月福岡公演、2015年8月東京公演、2015年10月長崎公演、2015年10月韓国公演）
- パダパダ波の少女（2014年9月福岡公演、2014年11月韓国公演）
- 葉桜（2016年1月）
- サンゲツキ（2015年11月）
- 嗤う 羅生門（2016年9月）
- FLY AGAIN（2018年8月博多座公演）
- めんたいぴりり（2019年3月博多座公演、2019年9月東京・明治座公演）
- 喜劇 お染与太郎珍道中[3]（2021年2月東京・新橋演舞場及び京都・南座公演）

### TV
- FBS「めんたいワイド」法律ハテナ（2015年-2018年）

### テレビドラマ
- NHKプレミアムドラマ「私は父が嫌いです」（2015年3月、2020年10月）

## 作家活動
- 西南チャリティーコンサート　音楽劇「動物の謝肉祭」挿絵担当（2014年）
- 福島県立湯本高等学校クリスマスコンサート　挿絵担当（2014年）
- いろかたちことば展　主催（2015年）
- 博多阪急正面入り口にて展示（2015年）
- 博多阪急アートキューブ学園祭にて展示（2015年）
- 博多阪急　開業5周年記念特別企画 Art Cube Gallery出展（2016年）
- ちいさな展示会 cocoten in FUCA　主催（2016年）
- テレビ西日本「あさのおと」挿絵担当（2018年）
- しもむらゆか絵画展　主催（2021年）